# 大多亮
大多 亮（おおた とおる、1958年11月3日 - ）は、日本の実業家、ドラマ・映画プロデューサー。株式会社フジテレビジョン常務取締役、専務取締役、株式会社フジ・メディア・ホールディングス取締役、関西テレビ放送株式会社代表取締役社長などを歴任した。

## 来歴
東京都台東区浅草生まれ。早稲田実業学校高等部、早稲田大学教育学部卒業。1981年4月にフジテレビジョン入社。所謂80年改革の年に採用されており、同期入社に山中秀樹、鈴木克明、遠藤龍之介、現メディアストラテジストの塚本幹夫がいる（山中曰く「私以外は人材揃い。」）。報道局に配属され、報道記者として、社会部警視庁クラブなど担当した。その後、広報局広報部へ異動。1986年に広報局広報部から第一制作部（現・ドラマ制作センター）へ異動。2002年に、編成制作局次長となり、2004年度は月9ドラマを企画・プロデュースした。2006年6月、編成制作局ドラマ制作担当局長。
トレンディドラマというジャンルを確立したプロデューサーのひとりとなり、視聴率30%を超えるヒットドラマを多数手がけた。フジテレビ編成制作局の中の制作1部、大多が率いていた「大多班」は、ドラマ制作部門で最大勢力を誇った。
イタリアで全編ロケされた映画『アマルフィ 女神の報酬』では企画とプロデューサーを務めたが、映画公開直前の2009年6月26日にドラマ制作センターからデジタルコンテンツ局長へ異動になった。その後、デジタルコンテンツ局とライツ開発局の統合により新設されたクリエイティブ事業局の局長に就任。フジテレビCS放送初の連続ドラマ「ニュース速報は流れた」を製作。また、「イマつぶ」、「見参楽」の開始やYouTubeとの提携など、フジテレビのインターネットビジネスを主導した。
2011年、ジュピターエンタテインメントより同社が運営する女性向け専門チャンネル「LaLa TV」（現「女性チャンネル♪LaLa TV」）のリニューアルを依頼を受け、かつて大多の元でプロデューサーを務めた栗原美和子をエクゼクティブプロデューサーに就任させるとともに、フジテレビのCS放送「フジテレビTWO」（現「フジテレビTWO ドラマ・アニメ」）とのコラボレーションを実施。大多自らも出演した「トレンディドラマの裏側全て語っちゃいますSP!」が両チャンネルで放送された。また、2012年2月より1年間にわたり、フジテレビTWOにて「フジテレビTWO×LaLaTV トレンディドラマ フェスティバル 大多亮セレクション」が放送されている。2012年6月よりフジテレビの常務取締役、持株会社フジ・メディア・ホールディングスの取締役。
2013年6月より編成制作局長を兼務。2014年6月27日付で小川晋一に交代した。2015年6月には編成制作担当を外れた。2017年6月28日付でフジ・メディア・ホールディングス取締役を退任し、フジテレビジョン常務取締役に専任。2022年6月28日付で専務取締役に昇任した。
2024年6月19日、関西テレビ放送の代表取締役社長に就任した。2024年12月下旬、一部週刊誌報道により中居正広・フジテレビ問題が顕在化する。これに関し、翌2025年1月22日に記者会見を行った。この会見は定例社長会見のため、本来は非公開とされていたが、事情を勘案し、特例で参加希望媒体をすべて受け入れた。プライバシー保護の観点で、リアルタイム生配信は認めなかった（ディレイ中継は可）が、情報解禁時間は設定しなかった。一連の中居正広・フジテレビ問題を巡る第三者委員会報告書の発表を受け、「（第三者委員会の）指摘を真摯に受け止め、責任を取りたい」との理由から、同年4月4日付で辞任。2025年7月6日に放送されたフジテレビジョンの検証番組で役員時代フジテレビの女子社員や女性アナウンサーと定期的に会合を開いていた事が明かされた。

## 略歴
- 1981年　フジテレビジョン入社。報道局に配属。社会部警視庁クラブなど担当
- 1986年　広報局広報部を経て第一制作部（現ドラマ制作センター）へ異動
- 2002年　編成制作局次長
- 2006年6月　編成制作局ドラマ制作担当局長
- 2006年8月7日　『SCHOOL OF LOCK!』（TOKYO FM）にラジオ初出演。『シュガー&スパイス～風味絶佳～』の宣伝とコラボドラマ（『青春★ENERGY』2006年9月20日放送）を持ちかけた
- 2007年6月　執行役員編成制作局ドラマ制作担当局長
- 2009年6月26日　デジタルコンテンツ局長
- 2010年6月　クリエイティブ事業局長
- 2011年6月　ポニーキャニオン取締役
- 2012年6月　フジテレビジョン常務取締役（編成制作・美術制作担当）、フジ・メディア・ホールディングス取締役、および共同テレビジョン取締役
- 2013年6月　常務取締役（編成制作・映画事業・コンテンツ事業担当）・編成制作局長
- 2014年6月　常務取締役（同・国際担当）
- 2017年6月　フジ・メディア・ホールディングス取締役
- 2022年6月　フジテレビジョン専務取締役
- 2024年6月　関西テレビ放送代表取締役社長
- 2025年4月　同代表取締役社長辞任

## 人物
『東京ラブストーリー』放映前後の一時期に主演の鈴木保奈美と不倫関係にあったとされる。

## 人脈
早稲田実業学校高等部時代に同級生だった小室哲哉とは親交が続き、大多が手がけたドラマの音楽を小室が担当したこともある。小室曰く「ドラマのロケーション現場にできた曲をどんどん持っていって流しながら撮影し、編集も1小節に添ったカット割りになっている程音楽にこだわる人」と語ったと、1993年の本には書かれた。

## テレビドラマ

### 1988年
- 君の瞳をタイホする!
- 君が嘘をついた
- 抱きしめたい!

### 1989年
- 君の瞳に恋してる!
- ハートに火をつけて!
- 愛しあってるかい!

### 1990年代
- 世界で一番君が好き!（1990年）
- 恋のパラダイス（1990年）
- 恋の熱帯低気圧（1990年）
- バラ色の人生 （1990年）
- すてきな片想い（1990年）
- 東京ラブストーリー（1991年）
- 101回目のプロポーズ（1991年）
- ハイレグクイーンロマンス ピットに賭ける恋!（1991年）
- 家族の食卓「進級テスト」（1992年）
- 愛という名のもとに（1992年）
- 親愛なる者へ（1992年）
- 二十歳の約束（1992年）
- お願いダーリン!（1993年）
- ひとつ屋根の下（1993年）
- 素晴らしきかな人生（1993年）
- 瀬戸内少年野球団（1993年）
- この世の果て （1994年）
- グッドモーニング（1994年）
- 妹よ（1994年）
- 僕らに愛を!（1995年）
- いつかまた逢える（1995年）

### 2004年
- プライド
- 愛し君へ
- 東京湾景
- ラストクリスマス

### 企画
- 時には母のない子のように（1988年）
- 最高の片想い（1995年）
- 生さんま みんなでイイ気持ち!（1995年、バラエティ番組）
- 僕が僕であるために（1997年）
- 抱きしめたい!世紀末スペシャル（1999年）
- 慎吾ママドラマスペシャル おっはーは世界を救う!（2000年）
- 27時間テレビドラマスペシャル 父さん（2000年）
- 慎吾ママドラマスペシャル ミッキーも一緒♥「おっはー」は世界を救う!2（2001年）

### 制作
- 笑っていいとも!春・秋の祭典スペシャル

### 制作統括
- 中居正広の(生)スーパードラマフェスティバル

#### ドラマ制作センター時代
- 空から降る一億の星（2002年）
- Dr.コトー診療所（2003年、2004年）
- 白い巨塔（2003年）
- 太閤記 サルと呼ばれた男（2003年12月27日）
- 徳川綱吉 イヌと呼ばれた男（2004年12月28日）
- 女の一代記（2005年11月24日 - 26日）
- ザ・ヒットパレード〜芸能界を変えた男・渡辺晋物語〜（2006年5月26日 - 27日）
- 黒部の太陽（2009年3月21日 - 22日）

#### デジタルコンテンツ局長・クリエイティブ事業局長時代
- ニュース速報は流れた（2009年）
- わが家の歴史（2010年春、フジテレビ開局50周年企画）
- TOKYO コントロール（2011年）
- シークレットガールズ（2011年、2012年。見参楽、『ちゃお』（小学館）付録DVD）
- 恋なんて贅沢が私に落ちてくるのだろうか?（2012年）
- オリエント急行殺人事件（2015年、制作）

## 映画
- ヒーローインタビュー（1994年）
- バースデイプレゼント（1995年）
- 冷静と情熱のあいだ（2001年）
- チェケラッチョ!!（2006年）
- シュガー&スパイス 風味絶佳（2006年）
- スマイル 聖夜の奇跡（2007年）
- 容疑者Xの献身（2008年）
- アマルフィ 女神の報酬（2009年）

## 著書・参考文献
- 『ヒットマン―テレビで夢を売る男』（角川書店刊、1996年6月発売、ISBN 4048527029）

## 雑学
『パパはニュースキャスター』（TBS）で松澤一之が演じた報道記者の役名は大多亮であるが、これは親交のある脚本家の伴一彦が大多の名前を拝借して名付けたものである。

### 注
1. ↑  フルネームはスペシャル版での役名であり、レギュラー版での役名は「大多記者」であった。